# Île Ramírez
Pour les articles homonymes, voir Ramirez.
Ne doit pas être confondu avec îles Diego Ramírez.
L'île Ramírez (en espagnol : Isla Ramírez), est une île inhabitée, appartenant à l'archipel de la Reine Adélaïde, située au sud du Chili. Elle est administrativement rattachée à la région de Magallanes et de l'Antarctique chilien, en Patagonie chilienne ; elle fait partie de la réserve nationale Alacalufes.

## Géographie

### Situation  et caractéristiques physiques
L'île est située à l'ouest de l'île Contreras , au sud du détroit de Nelson. 
Sa superficie est de 163 kilomètres carrés.